# أوصالوي الله وردي خان
أوصالوي الله‌ وردي خان هي قرية في مقاطعة أرومية، إيران. عدد سكان هذه القرية هو 284 في سنة 2006.